# Диас-Олива, Мариана
Мариана Диас-Олива (исп. Mariana Díaz-Oliva; родилась 11 марта 1976 года в Буэнос-Айресе, Аргентина) — аргентинская теннисистка.
- Победительница 1 турнира WTA в одиночном разряде.
- Экс-4-я ракетка мира в юниорском рейтинге.

## Общая информация
Родителей уроженки Буэнос-Айреса зовут Кристина и Рауль. Помимо Марианы у них есть ещё трое детей — две дочери и один сын.
Сейчас аргентинка замужем за Пабло Рондинони. В феврале 2008 года у супругов родился сын Франко.
Уроженка Буэнос-Айреса впервые пришла в теннис в 8 лет.
Аргентинка принадлежит к числу тех теннисисток, которые предпочитают действовать во время матча у задней линии, крайне редко выходя к сетке. Лучший удар — с форхенда; любимое покрытие — красный грунт.
Говоря о качествах, присущих ей, Мариана называет себя импульсивной, трудолюбивой, ответственной, застенчивой, умной и дисциплинированной.
Среди других видов спорта аргентинка интересуется хоккеем на траве.

## Спортивная карьера

### Первые годы
Во время достаточно успешной юниорской карьеры, когда Мариана хоть и не добилась никаких особых достижений на наиболее крупных соревнованиях, она, тем не менее была достаточно стабильна на второстепенных турнирах, что позволило ей в какой-то момент взобраться на четвёртую строчку рейтинга в высшей юниорской возрастной группе.
Первые опыта на взрослых соревнованиях начались в 1991 году. На 10-тысячнике в чилийском Сантьяго Диас-Олива выиграла первый же свой матч.
В дальнейшем аргентинка набиралась опыта на соревнованиях начального уровня ITF, постепенно поднимаясь по рейтинговым ступеням. Одним из этапных турниров стал 25-тысячник в итальянском Сецце в 1993 году, где Диас-Олива впервые обыграла игрока Top200. Множество финалов и полуфиналов на подобного рода турнирах по ходу того сезона позволяют Мариане по итогам года пробиться в Top300.
В следующем году Диас-Олива пытается улучшить рейтинг за счёт удачных выступлений в отборочных турнирах соревнований WTA, но полученная в мае на 25-тысячнике в Испании травма заставляет спортсменку досрочно завершить сезон и, в итоге, выбыть из соревнований на 13 месяцев.
В 1995 году набрать быстро приемлемые кондиции не получается, но осенью, во время серии турниров в Южной Америке, Диас-Олива постепенно разыгралась и выиграв 35 из 38 матчей в этот период Мариана заканчивает год 198-й.
В 1996 году, имея запас в рейтинге, аргентинка пробует играть более статусные и сильные по составу соревнования. Не всё получается сразу, но ближе к сентябрю результаты постепенно улучшаются: так, после полуфинала на 75-тысячнике в Братиславе и выхода в основу турнира WTA в Карловых Варах, Диас-Олива поднимается в рейтинге на 132-ю позицию. До конца года аргентинка ещё пару раз доходит до финалов 25-тысячников.

### 1997—2002
В 1997 году в карьере аргентинки наступает следующий этап: он дебютирует на соревнованиях Большого шлема. На своём первом же турнире — в Австралии — Мариана останавливается в шаге от основы, уступив в упорном трёхсетовом матче японке Михо Саэки. В дальнейшем, не без везения, Диас-Оливе удаётся добрать очки в рейтинг таким образом, что на Roland Garros она уже напрямую попадает в основу. Перед турниром Мариана впервые входит в Top100, занимая 95-ю строчку в рейтинге.
До конца года Диас-Олива впервые выходит в финал 50-тысячника (решающий матч соревнований в Будапеште проигран испанке Гале Леон Гарсии), а также ещё несколько раз играет в финалах турниров рангом ниже. Год завершён на 105-й строчке рейтинга. Следующие три года аргентинка закрепляется на этих позициях, совмещая выступления в основном туре и в соревнованиях ITF. Неудачи на турнирах WTA быстро компенсируются сериями выигранных матчей на менее статусных соревнованиях.
В 2000 году приходит первая пора заметных успехов в паре — за год аргентинка пять раз играет в финалах достаточно крупных соревнований ITF, сотрудничая каждый раз с новой партнёршей. Взято два титула.
В 2001 году наметился некоторый прогресс в результатах — Мариана удачно проводит февральскую грунтовую серию WTA в Новом Свете. Полуфинал и четвертьфинал на соревнованиях в Боготе и Акапулько позволяют аргентинке подняться в рейтинге до 73-й строчки. Весна также проводится весьма результативно: среди прочего добыт первый финал турнира ассоциации (в Боле). На Roland Garros аргентинка приезжает 48-й ракеткой мира. Во второй половине сезона результаты немного падают, но Диас-Олива удерживает место в числе шестидесяти сильнейших теннисисток мира.
В 2002 году Мариана отступает на прежние позиции: периодически одерживаются победы над теннисистками, стоящими высоко в рейтинге, но общее число выигранных матчей заметно снижается. К майскому турниру в Берлине аргентинка вылетает из Top100. Во время летней грунтовой серии результаты начинают улучшаться — несколько финалов на средних соревнованиях ITF и первый в карьере титул WTA (в Палермо) позволяют аргентинке к началу августа вернуться в Top90.

### 2003—2006
В 2003 году Мариана побеждает только в четвёртом матче — на турнире в Акапулько — но зато сразу выдаёт целую серию побед и добирается до своего третьего финала соревнования WTA. Дальнейшие выступления прервала очередная травма, выбившая аргентинку из соревнований на шесть месяцев.
Вернувшись в тур в сентябре, Мариана понемногу одерживает победы на локальных соревнованиях и к концу сезона-2004 поднимается на 102-ю строчку рейтинга.
В 2005 году эту стабильность удаётся сохранить при том, что Диас-Олива не играет соревнования ITF. Многочисленные четвертьфиналы и сразу пять побед в основных сетках турниров Большого шлема позволяют аргентинке завершить год 56й ракеткой мира.
Сезон-2006 начинается не слишком удачно: за январь-май выиграно лишь четыре матча. Несколько четвертьфиналов на соревнованиях ITF в июне лишь замедляют падение — к концу года Диас-Олива опускается к границе второй сотни рейтинга. На очередное восхождение по рейтинговым ступеням аргентинка не решилась и в апреле 2007 года, в играх за сборную в матчах региональной зоны Кубка Федерации на полудомашних кортах Pilara Tenis Club Диас-Олива завершает регулярную игровую карьеру.
На излёте одиночной карьеры удаётся достигнуть пиковых результатов в паре — осенью 2006 года аргентинка дважды достигает финалов парных соревнований WTA.

### Национальные турниры
В течение десяти лет — с 1997 по 2007 год — капитаны сборной Аргентины время от времени пользовались услугами Марианы как игрока национальной сборной. В этот период команда то вылетала, но вновь поднималась в мировую группу турнира. Диас-Олива сыграла за это время более 30 матчей, одержав 19 побед.
Также Федерация Тенниса Аргентины несколько раз привлекала Мариану к играм теннисного турнира Панамериканских игр. Наиболее результативно были проведены игры-1999 в канадском Виннипеге. Диас-Олива завоевала две бронзовые медали: в одиночном и парном разряде (вместе с Кларисой Фернандес).

### Последние годы
В конце сезона 2006 года Мариана завершила профессиональную карьеру игрока, однако после этого не забросила теннис: практически сразу же она заняла пост директора академии Cuarenta 15. Позже аргентинка занимала пост координатора сборных команд в национальной федерации тенниса, а в 2007 году была капитаном женской команды на чемпионате Южной Америки среди 16-летних в Перу.

## Рейтинг на конец года
| Год  | Одиночный рейтинг | Парный рейтинг |
| 2006 | 187               | 130            |
| 2005 | 56                | 443            |
| 2004 | 108               | 289            |
| 2003 | 188               | 551            |
| 2002 | 89                | 241            |
| 2001 | 53                | 109            |
| 2000 | 118               | 107            |
| 1999 | 108               | 357            |
| 1998 | 96                | 530            |
| 1997 | 105               | 395            |
| 1996 | 127               | 466            |
| 1995 | 198               | 507            |
| 1994 | 290               | 617            |
| 1993 | 253               | 458            |
| 1992 | 526               |                |

## Выступления на турнирах

### Выступление в одиночных турнирах

#### Финалы турнировWTAв одиночном разряде (3)

##### Победы (1)
| Легенда:                    |
| --------------------------- |
| Турниры Большого Шлема (0)  |
| Олимпиада (0)               |
| Итоговый чемпионат года (0) |
| 1-я категория (0)           |
| 2-я категория (0)           |
| 3-я категория (0)           |
| 4-я категория (0)           |
| 5-я категория (1)           |

| Титулы по покрытиям | Титулы по месту проведения матчей турнира |
| ------------------- | ----------------------------------------- |
| Хард (0)            | Зал (0)                                   |
| Грунт (1)           | Зал (0)                                   |
| Трава (0)           | Открытый воздух (1)                       |
| Ковёр (0)           | Открытый воздух (1)                       |

| №  | Дата        | Турнир          | Покрытие | Соперница в финале | Счёт         |
| 1. | 8 июля 2002 | Палермо, Италия | Грунт    | Вера Звонарёва     | 6-76 6-1 6-3 |

##### Поражения (2)
| №  | Дата             | Турнир             | Покрытие | Соперница в финале | Счёт        |
| 1. | 30 апреля, 2001  | Бол, Хорватия      | Грунт    | Анхелес Монтолио   | 6-3 2-6 4-6 |
| 2. | 24 февраля, 2003 | Акапулько, Мексика | Грунт    | Аманда Кётцер      | 5-7 3-6     |

#### Финалы турнировITFв одиночном разряде (27)

##### Победы (16)
| Легенда:         |
| ---------------- |
| 100.000 USD (0)  |
| 75.000 USD (0)   |
| 50.000 USD (1+2) |
| 25.000 USD (7+7) |
| 10.000 USD (8+6) |

| Титулы по покрытиям | Титулы по месту проведения матчей турнира |
| ------------------- | ----------------------------------------- |
| Хард (1+2)          | Зал (0+1)                                 |
| Грунт (15+13)       | Зал (0+1)                                 |
| Трава (0)           | Открытый воздух (16+14)                   |
| Ковёр (0)           | Открытый воздух (16+14)                   |

| №   | Дата               | Турнир                           | Покрытие | Соперница в финале        | Счёт              |
| 1.  | 19 октября, 1992.  | Буэнос-Айрес, Аргентина          | Грунт    | Клаудиа Шабалгойти        | 6-4 2-6 6-2       |
| 2.  | 2 августа, 1993.   | Дублин, Ирландия                 | Грунт    | Ванина Казанова           | 6-4 6-3           |
| 3.  | 9 августа, 1993.   | Ребек, Бельгия                   | Грунт    | Стефания Пиффери          | 0-6 6-4 6-1       |
| 4.  | 16 августа, 1993.  | Коксейде, Бельгия                | Грунт    | Стефани де Вилле          | 6-1 6-3           |
| 5.  | 4 сентября, 1995.  | Медельин, Колумбия               | Грунт    | Эужения Мая               | 6-4 6-1           |
| 6.  | 11 сентября, 1995. | Букараманга, Колумбия            | Грунт    | Нина Ниттингер            | 7-5 6-2           |
| 7.  | 25 сентября, 1995. | Гуаякиль, Эквадор                | Грунт    | Паула Роседо              | 6-0 6-2           |
| 8.  | 23 октября, 1995.  | Буэнос-Айрес, Аргентина          | Грунт    | Паола Суарес              | 2-6 6-4 6-3       |
| 9.  | 6 ноября, 1995.    | Сан-Паулу, Бразилия              | Грунт    | Лаура Монтальво           | 6-3 6-1           |
| 10. | 22 июля, 1996.     | Буэнос-Айрес, Аргентина          | Грунт    | Мария Фернанда Ланда      | 6-3 7-6(5)        |
| 11. | 4 ноября, 1996.    | Сан-Паулу, Бразилия              | Грунт    | Андреа Виера              | 7-5 6-3           |
| 12. | 22 сентября, 1997. | Сан-Мигель-де-Тукуман, Аргентина | Грунт    | Лаура Монтальво           | 6-2 6-7(3) 7-6(0) |
| 13. | 27 октября, 1997.  | Можи-дас-Крузис, Бразилия        | Грунт    | Кончита Мартинес-Гранадос | 6-0 6-0           |
| 14. | 25 октября, 2000.  | Тбилиси, Грузия                  | Грунт    | Мария Головизнина         | 3-6 6-2 6-2       |
| 15. | 29 июля, 2002.     | Сен-Годенс, Франция              | Грунт    | Мая Матевжич              | 6-4 6-1           |
| 16. | 15 ноября, 2004.   | Пуэбла-де-Сарагоса, Мексика      | Хард     | Матильда Юханссон         | 6-3 6-1           |

##### Поражения (11)
| №   | Дата               | Турнир                   | Покрытие | Соперница в финале      | Счёт           |
| 1.  | 18 октября, 1993.  | Буэнос-Айрес, Аргентина  | Грунт    | Лаура Монтальво         | 2-6 4-6        |
| 2.  | 1 ноября, 1993.    | Белу-Оризонти, Бразилия  | Грунт    | Мария-Фарнес Капистрано | 4-6 6-1 6-7(6) |
| 3.  | 18 сентября, 1995. | Манисалес, Колумбия      | Грунт    | Кармина Жиральдо        | 3-6 4-6        |
| 4.  | 16 октября, 1995.  | Асунсьон, Парагвай       | Грунт    | Лариса Шерер            | 2-6 1-6        |
| 5.  | 19 августа, 1996.  | Афины, Греция            | Грунт    | Маги Серна              | 7-5 3-6 2-6    |
| 6.  | 23 сентября, 1996. | Бухарест, Румыния        | Грунт    | Каталина Кристя         | 5-7 6-2 6-7(1) |
| 7.  | 9 июня, 1997.      | Будапешт, Венгрия        | Грунт    | Гала Леон Гарсия        | 5-7 2-6        |
| 8.  | 29 июня, 1998.     | Орбетелло, Италия        | Грунт    | Фабиола Сулуага         | 1-6 6-7(6)     |
| 9.  | 5 июля, 1999.      | Чивитанова-Марке, Чехия  | Грунт    | Татьяна Гарбин          | 4-6 6-4 1-6    |
| 10. | 2 июня, 2002.      | Казерта, Италия          | Грунт    | Клара Коукалова         | 6-7(4) 7-5 5-7 |
| 11. | 22 ноября, 2004.   | Сан-Луис-Потоси, Мексика | Хард     | Мелинда Цинк            | 0-6 7-5 3-6    |

### Выступления в парном разряде

#### Финалы турнировWTAв парном разряде (2)

##### Поражения (2)
| №  | Дата             | Турнир            | Покрытие | Партнёрша      | Соперницы в финале                   | Счёт    |
| 1. | 25 сентября 2006 | Сеул, Южная Корея | Хард     | Чжуан Цзяжун   | Вирхиния Руано Паскуаль Паола Суарес | 2-6 3-6 |
| 2. | 9 октября 2006   | Бангкок, Таиланд  | Хард     | Натали Грандин | Ваня Кинг Елена Костанич             | 2-6 3-6 |

#### Финалы турнировITFв парном разряде (23)

##### Победы (15)
| №   | Дата              | Турнир                  | Покрытие | Партнёрша          | Соперницы в финале                          | Счёт           |
| 1.  | 2 августа, 1993   | Дублин, Ирландия        | Грунт    | Валентина Солари   | Ванна Казанова Джермана ди Натале           | 4-6 6-3 6-2    |
| 2.  | 18 октября, 1993  | Буэнос-Айрес, Аргентина | Грунт    | Лаура Монтальво    | Валерия Страппа Вероника Стеле              | 6-2 5-7 6-1    |
| 3.  | 1 ноября, 1993    | Асунсьон, Парагвай      | Грунт    | Валентина Солари   | Магали Бенитес Лариса Шерер                 | 7-5 7-5        |
| 4.  | 8 ноября, 1993    | Белу-Оризонти, Бразилия | Грунт    | Валерия Страппа    | Рената Брито Патрисия Сежала                | 6-4 6-1        |
| 5.  | 4 сентября, 1995  | Медельин, Колумбия      | Грунт    | Эужения Майя       | Джоанна Мур Химена Родригес                 | 6-3 6-2        |
| 6.  | 18 сентября, 1995 | Манисалес, Колумбия     | Грунт    | Эужения Майя       | Джоанна Мур Химена Родригес                 | 6-4 6-3        |
| 7.  | 4 ноября, 1996    | Сан-Паулу, Бразилия     | Грунт    | Лариса Шерер       | Мириам д`Агостини Андреа Виейра             | 3-6 6-4 6-2    |
| 8.  | 7 июня, 1999      | Галатина, Италия        | Грунт    | Эрика Краут        | Джулия Казони Мария Паола Завальи           | 6-1 6-3        |
| 9.  | 21 июня, 1999     | Орбетелло, Италия       | Грунт    | Клариса Фернандес  | Мария Головизнина Анастасия Мыскина         | 6-4 6-2        |
| 10. | 8 ноября, 1999    | Монтеррей, Мексика      | Хард     | Росана де лос Риос | Аличе Канепа Клариса Фернандес              | 4-6 7-6(6) 6-3 |
| 11. | 5 июня, 2000      | Галатина, Италия        | Грунт    | Аличе Канепа       | Жоана Кортес Мириам д`Агостини              | 6-4 4-6 6-4    |
| 12. | 12 июня, 2000     | Марсель, Франция        | Грунт    | Аличе Канепа       | Светлана Кривенчева Анна Белен-Зарска       | 6-2 6-3        |
| 13. | 25 сентября, 2000 | Тбилиси, Грузия         | Грунт    | Мара Сантанджело   | Йоланда Менс Алёна Пауленкова               | 4-6 6-3 6-2    |
| 14. | 4 декабря, 2000   | Кали, Колумбия          | Грунт    | Жоана Кортес       | Клариса Фернандес Кончита Мартинес-Гранадос | 3-6 6-1 6-2    |
| 15. | 3 февраля, 2004   | Рокфорд, США            | Хард(i)  | Жисела Дулко       | Лиэнн Бейкер Франческа Лубьяни              | 6-7(5) 6-3 6-1 |

##### Поражения (8)
| №  | Дата              | Турнир                  | Покрытие | Партнёрша              | Соперницы в финале                              | Счёт            |
| 1. | 9 августа, 1993   | Ребек, Бельгия          | Грунт    | Валентина Солари       | Нелли Баркан Ольга Лугина                       | 1-6 6-7(1)      |
| 2. | 25 сентября, 1995 | Гуаякиль, Эквадор       | Грунт    | Эужения Майя           | Барбара Кастро Мария Алехандра Кесада           | 6-7(5) 1-6      |
| 3. | 23 октября, 1995  | Буэнос-Айрес, Аргентина | Грунт    | Мариана Лопес-Паласиос | Паола Суарес Синтия Торторелла                  | 2-6 2-6         |
| 4. | 27 марта, 2000    | Амьен, Франция          | Грунт(i) | Алинор Трисерри        | Магда Михалаке Зузана Валекова                  | 2-6 4-6         |
| 5. | 31 июля, 2000     | Эттенхайм, Германия     | Грунт    | Мария-Эмилия Салерни   | Надежда Островская Анна Запорожанова            | 4-6 2-6         |
| 6. | 4 сентября, 2000  | Денен, Франция          | Грунт    | Елена Бовина           | Лурдес Домингес Лино Мария Хосе Мартинес Санчес | 4-6 0-6         |
| 7. | 2 октября, 2000   | Батуми, Грузия          | Ковёр(i) | Ева Дюрберг            | Татьяна Пучек Татьяна Перебийнис                | 4-1 2-4 1-4 2-4 |
| 8. | 8 октября, 2002   | Кардифф, Великобритания | Хард(i)  | Джулия Паллин          | Марион Бартоли Ванесса Вебб                     | 4-6 2-6         |

## История выступлений на турнирах

### Одиночные турниры
| Турнир                 | 1997          | 1998          | 1999          | 2000  | 2001          | 2002          | 2003          | 2004  | 2005          | 2006          | Итог   | В/П за карьеру |
| ---------------------- | ------------- | ------------- | ------------- | ----- | ------------- | ------------- | ------------- | ----- | ------------- | ------------- | ------ | -------------- |
| Турниры Большого Шлема |               |               |               |       |               |               |               |       |               |               |        |                |
| Australian Open        | К             | 1Р            | 1Р            | 1Р    | 2Р            | 2Р            | 1Р            | 2Р    | 3Р            | 1Р            | 0 / 10 | 10-10          |
| Roland Garros          | 1Р            | 3Р            | 2Р            | К     | 2Р            | 1Р            | -             | 1Р    | 2Р            | 1Р            | 0 / 9  | 10-9           |
| Уимблдон               | 1Р            | 2Р            | 2Р            | -     | 1Р            | 1Р            | -             | К     | 2Р            | 1Р            | 0 / 8  | 3-8            |
| US Open                | 1Р            | 1Р            | -             | К     | 1Р            | 1Р            | -             | К     | 2Р            | К             | 0 / 8  | 3-8            |
| Итог                   | 0 / 4         | 0 / 4         | 0 / 3         | 0 / 3 | 0 / 4         | 0 / 4         | 0 / 1         | 0 / 4 | 0 / 4         | 0 / 4         | 0 / 35 |                |
| В/П в сезоне           | 2-4           | 6-4           | 2-3           | 2-3   | 2-4           | 1-4           | 0-1           | 5-4   | 5-4           | 1-4           |        | 26-35          |
| Олимпийские игры       |               |               |               |       |               |               |               |       |               |               |        |                |
| Летняя олимпиада       | Не проводился | Не проводился | Не проводился | -     | Не проводился | Не проводился | Не проводился | 1Р    | Не проводился | Не проводился | 0 / 1  | 0-1            |

К — проигрыш в квалификационном турнире.

### Парные турниры
| Турнир                 | 1998  | 2000  | 2001  | 2002  | 2005  | 2006  | Итог   | В/П за карьеру |
| ---------------------- | ----- | ----- | ----- | ----- | ----- | ----- | ------ | -------------- |
| Турниры Большого Шлема |       |       |       |       |       |       |        |                |
| Australian Open        | 1Р    | -     | 1Р    | 1Р    | -     | 1Р    | 0 / 4  | 0-4            |
| Roland Garros          | -     | -     | 1Р    | -     | 1Р    | 1Р    | 0 / 3  | 0-3            |
| Уимблдон               | -     | -     | 2Р    | -     | 1Р    | 2Р    | 0 / 3  | 2-3            |
| US Open                | -     | 1Р    | 2Р    | -     | 1Р    | -     | 0 / 3  | 1-3            |
| Итог                   | 0 / 1 | 0 / 1 | 0 / 4 | 0 / 1 | 0 / 3 | 0 / 3 | 0 / 13 |                |
| В/П в сезоне           | 0-1   | 0-1   | 2-4   | 0-1   | 0-3   | 1-3   |        | 3-13           |